# Lebowa
Lebowa – bantustan dla ludów Sotho, utworzony w 1969. Stolicą bantustanu było początkowo Seshego, następnie Lebowakgomo. Główne miasto w tym regionie to Lebowakgomo.
Bantustan obejmował powierzchnię 21 833 km², jego populacja wynosiła 2 924 584. 
W tym bantustanie odbywa się eksploatacja fosforytów, platyny, azbestu, rud żelaza, chromu, miedzi, manganu oraz niklu. W Lebowie jest słabo rozwinięty przemysł. Znajdują się tutaj zakłady przemysłu spożywczego, drzewnego oraz meblarskiego. 

## Przywódcy Lebowa
- Mokgama Maurice Matlala (1963–1973)
- Cedric Namedi Phatudi (1973–1987)
- Z.T. Seleki (1987) (tymczasowo)
- Mogoboya Nelson Ramodike (1987–1994)